# 저단백혈증
저단백혈증(低蛋白血症, hypoproteinemia)이란 혈액속에 단백질이 비정상적으로 낮은 상태를 말한다. 제일 흔한 이유는 소변으로 단백뇨의 형태로 과도하게 단백질이 빠져나가기 때문이고 이런 상태를 신증후군이라 한다. 저단백혈증의 특수한 형태가 저알부민혈증이다. 결과적으로 조직의 부종이 생긴다.

## 진단
혈청 총단백 농도는 8.5g/dL 이상이면 고단백혈증, 6.0g/dL 이하이면 저단백혈증으로 분류한다.

## 정의
혈장알부민이 저하된 병태. 혈장알부민의 정상치(성인)는 3.8~4.8g/dL이다. 성인은 식사성단백질 섭취부족(기아, 영양불량), 간에서의 알부민 합성장애, 알부민의 분해항진(소모성 질환), 혈장 알부민의 체외로의 누출(신증후군, 대량소화관출혈, 단백누출성 위장증) 등이 있다. 부종이 주요 증상이며, 기타 체액저류(복수, 흉수)나 빈혈도 볼 수 있다. 쉽게 피로감을 느끼고, 전신권태감이나 식욕부진 등도 호소한다.